# Frot

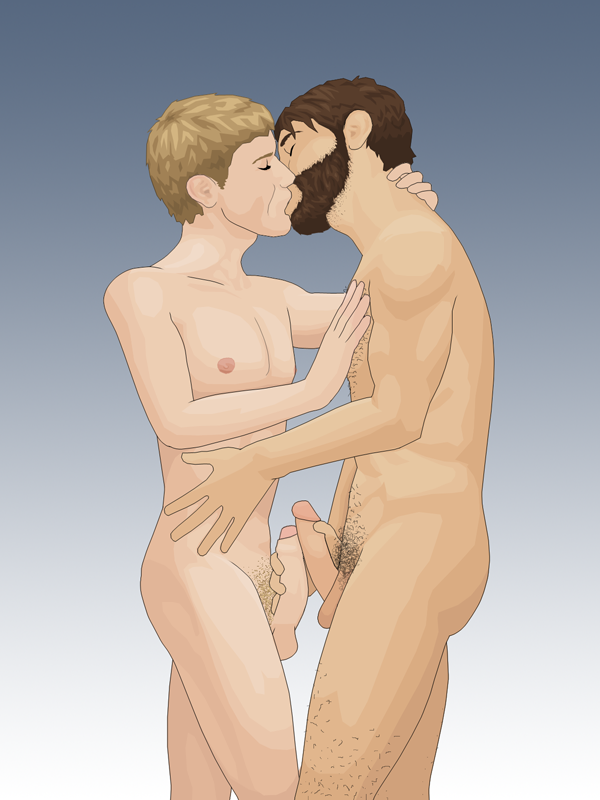
Frot

Frot – rodzaj seksu bez penetracji uprawianego między mężczyznami, polegającego na wzajemnym pocieraniu się wzwiedzionymi penisami. Partnerzy zwykle są zwróceni przodem do siebie. Frot dostarcza wiele przyjemnych doznań, gdyż pobudzane są jednocześnie członki obu partnerów, a zwłaszcza wędzidełko.

## Zaobserwowane w naturze
Zachowanie to zostało zaobserwowane jako nagminne m.in. wśród samców bonobo, gdzie w literaturze naukowej występuje pod mianem ang. penis fencing (dosł. szermierka na penisy).

## Etymologia i obyczaje
Sam termin frot jest neologizmem z 2000 pióra Billa Weintrauba, pierwotnie wdrożonym w amerykańskim środowisku gejowskim (oczywiście istniały i nadal istnieją inne określenia na to zjawisko). Słowo to jest skróceniem starszego terminu z francuskiego przyjętego obiegowo w angielskim, frottage, pospolicie używanego w znaczeniach: „ocieractwo” lub, szerzej, „seks bez penetracji”, bez zaznaczania orientacji seksualnej. Mimo tego, że te pojęcia oznaczają zasadniczo zróżnicowane praktyki seksualne, jednak kolokwialnie te terminy bywają stosowane wymiennie, z ujednoznacznieniem możliwym jedynie kontekstualnie.
W polskim piśmiennictwie seksuologicznym niektóre odmiany frotu określano najczęściej jako „kontakt całym ciałem”.

## Bezpieczeństwo
Frot jest formą seksu o niewielkim stopniu ryzyka zarażenia się chorobami przenoszonymi drogą płciową (m.in. HIV), gdyż nie ma kontaktu pomiędzy błonami śluzowymi oraz nie dochodzi do wymiany płynów ciała (nasienie, preejakulat). Wykonywanie frotu bez odpowiedniego nawilżenia (lubrykantu) może spowodować podrażnienie wrażliwej powierzchni żołędzi.